# Clubiona pantherina
Clubiona pantherina este o specie de păianjeni din genul Clubiona, familia Clubionidae, descrisă de Chrysanthus, 1967. Conform Catalogue of Life specia Clubiona pantherina nu are subspecii cunoscute.